# Martina Gusmán
Martina Gusmán Urruti (Buenos Aires, 28 ottobre 1978) è un'attrice e produttrice cinematografica argentina.

## Filmografia

### Attrice

#### Cinema
- Nacido y criado, regia di Pablo Trapero (2006)
- Leonera, regia di Pablo Trapero (2008)
- Carancho, regia di Pablo Trapero (2010)
- La vida nueva, regia di Santiago Palavecino (2011)
- Elefante blanco, regia di Pablo Trapero (2012)
- Las mujeres llegan tarde, regia di Marcela Balza (2012)
- Solo para dos, regia di Roberto Santiago (2013)
- Back to the Siam, regia di Gonzalo Roldán (2013)
- Il segreto di una famiglia (La quietud), regia di Pablo Trapero (2018)

#### Televisione (parziale)
- Para vestir santos - A proposito di single (Para vestir santos) – miniserie TV, 10 episodi (2010)
- Lo que el tiempo nos dejó – miniserie TV, episodi 1x4 (2010)
- Camino al amor - (2014)